# Prodeporaus manillensis
Prodeporaus manillensis là một loài bọ cánh cứng trong họ Rhynchitidae. Loài này được Westwood miêu tả khoa học năm 1837.